# Géographie de l'île de Pâques

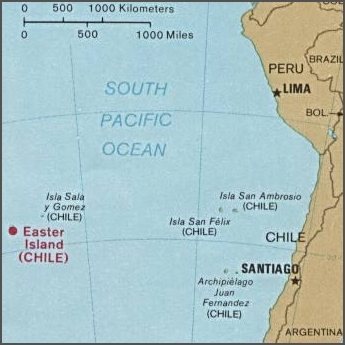
Îles de Pâques et Sala y Gómez et la côte de l'Amérique du Sud.

L’île de Pâques est l'une des terres les plus isolées au monde. Elle se trouve à 3 700 kilomètres des côtes chiliennes et à 4 000 km de Tahiti, l’île habitée la plus proche est Pitcairn à plus de 2 000 km à l’ouest. L'île de Sala y Gómez à 391 km à l'est est inhabitée. 

## Description

Carte topographique de l’île.

Elle est de forme triangulaire, environ 23 km dans sa plus grande dimension, et couvre 164 km2. Le plus haut point de l'île à 507 mètres d'altitude est le Maunga Terevaka. Il y a trois lacs d'eau douce dans des cratères volcaniques (Rano) : Rano Kau, Rano Raraku et Rano Aroi mais aucun cours d'eau permanent. La population comptait 3 304 habitants en 2002. Son chef-lieu est Hanga Roa.

## Géologie
L'île est d'origine volcanique avec trois cônes principaux éteints. Le Maunga Terevaka forme la plus grande superficie de l'île. Les monts Poike à l'est et Rano Kau au sud lui sont reliés par des ponts de débris d'éruption et donnent la forme triangulaire de l'île. Il existe de nombreux autres petits cratères et reliefs volcaniques dont le Rano Raraku, le Puna Pau et des tunnels de lave. Les pierres principales sont le basalte et l'hawaiite, tous deux riches en fer et apparentées aux roches ignées des îles Galápagos.
L'île de Pâques est entourée d'îlots comme Motu Nui, une montagne volcanique de plus de 2 000 mètres de dénivelé entre le fond de la mer et son sommet. L'île de Pâques et ces îlots font partie de la chaîne de Sala y Gómez, principalement sous-marine, qui débute à Pukao et s'étend 2 700 km à l'est jusqu'à Nazca. Cette chaîne volcanique a été formée par le point chaud de l'île de Pâques.
Les îles de Pukao, Moai et de Pâques ont été formées au cours des 750 000 dernières années, l'éruption la plus récente date d'un peu plus de 100 000 ans. Ce sont les plus jeunes montagnes de la chaîne de Sala y Gómez qui repose sur la plaque de Nazca au-dessus du point chaud de l'île de Pâques et près d'une zone de fracture. De la fumée a été photographiée sortant du mur du cratère Rano Kau — pourtant éteint — par l'administrateur de l'île, M. Edmunds.

## Point antipodal
Le point antipodal de l’île se trouve dans le district de Jaisalmer, au Rajasthan en Inde. C’est un lieu inhabité entre les villages de Kuchchri, Häbur et Mokal.